# Reutbergwirtschaft
Die Reutbergwirtschaft (Reute = Rodung), auch Waldfeldbewirtschaftung, Hauberg- oder Birkbergwirtschaft, ist eine Kombination von Niederwaldbetrieb (Brenn-, Stangenholzgewinnung) mit landwirtschaftlicher Zwischennutzung (Getreide- und Hackfrüchteanbau), bei der die Wälder zur Gewinnung ackerbaulicher Flächen im Abstand von zehn bis dreißig Jahren immer wieder durch Brand gerodet wurden. Die Düngung erlaubte eine ein- bis dreijährige ackerbauliche Nutzung des Bodens. Nach und nach kam es über Stockausschlag zur Wiederbewaldung. Oft wurde zwischenzeitlich die Fläche als Gestrüppweide genutzt.
Die Reutebergwirtschaft begann im 13. Jahrhundert und war geprägt durch hasel- und birkenreiche Weichholzwaldungen. Sie war auf Steillagen in den deutschen Mittelgebirgen, wie z. B. im Mittleren Schwarzwald, weit verbreitet.

## Waldwirtschaftliche Nutzung
Für die Holzgewinnung wurde die Bestockung ab einer Stärke von ca. 4 cm genutzt. Es wurde Brenn- und Stangenholz gewonnen. Häufig wurde die Reutbergwirtschaft auch bei der Gewinnung von Eichenrinde für die Gerberei (Gerberlohe) genutzt. Dann wurden Haseln, Aspen, Sal-Weiden, Birken und Sträucher entfernt, um den Eichen ein gutes Wachstum zu ermöglichen.

## Rütte oder Riddibrennen
Für das Brennen wurde das für die waldwirtschaftliche Nutzung nicht brauchbare Reisig auf der Fläche belassen und in Bahnen, die senkrecht zum Abhang verliefen, verteilt. Im Mittleren Schwarzwald wurden dabei auch die zuvor ausgehackten („abgeschorbten“) und getrockneten Rasensoden verwendet, dabei vor allem auch den Besenginster. Dieses Brennmaterial, die sogenannte Bergreute („Rüttifüre“), wurde dann angezündet und mit langen Brandhaken von oben nach unten über die Fläche gezogen. 

## Ackerbauliche Nutzung
Nach dem Brennen, bei dem Asche zur Düngung anfiel, wurden die Rodungsflächen mit der Hacke gelockert und Getreide wie Winterroggen, Hafer und Buchweizen und/oder Kartoffel eingesät.

## Niedergang der Reutbergwirtschaft
In der Mitte des 19. Jahrhunderts ging die Reutbergwirtschaft stark zurück. Die landwirtschaftliche Nutzung dieser Flächen wurde zunehmend unrentabel und die Holzpreise stiegen. Auch regelten forstpolitische Gesetzgebungen die Nutzung des Walds. Die Reutberge wurden mit Eichen-, Edelkastanien-, Haselniederwäldern aber auch mit ertragreicheren Hölzern, wie Fichte und Tanne, aufgeforstet oder in Weinberge umgewandelt.